# 左悺
左悺（？—165年），河南平陽（今河南孟津）人。東漢時的宦官，宦官五侯之一。

## 生平
左悺於漢桓帝初期只是任小黃門，後來參與桓帝與單超打擊外戚梁冀勢力的鬥爭，升上中常侍，封蔡侯。單超死後，宦官五侯的其餘四人左悺、唐衡、徐璜、具瑗，權力極大，四處搜括民脂民肥膏。165年，司隸校尉韓演告發左悺的罪行，左悺因此與其兄左稱自殺。